# جابر أحمد عزام
جابر أحمد عزام (1968-) مؤرخ فلسطيني، ولد في مخيم الجلزون بعدما هُجرت عائلته من قرية السافرية قضاء اللد إثر نكبة عام 1948.

## حياته
تلقى عزام تعليمه الابتدائي والإعدادي في مدرسة ذكور الجلزون الإعدادية، ثم أتم تعليمه الثانوي في مدرسة ذكور سلواد الثانوية وتخرج منها في عام 1989. حاصل على شهادة البكالوريوس من دائرة التاريخ والعلوم السياسية في جامعة بيرزيت وعلى شهادة الدبلوم في التربية عام 1996، ودرجة الماجستير في الدراسات العربية المعاصرة في ذات الجامعة في عام 2001.
عمل مساعد بحث في جامعة بيرزيت بين 1994-1995، وباحث مساعد في مركز الدراسات الاقتصادية الفلسطيني "ماس" و أستاذاً في جامعة بيرزيت بين 2001-2005.
عضو في عدد من المؤسسات المجتمعية منها الجمعية الفلسطينية للدراسات التاريخية، واللجنة الشعبية في مركز الشباب الاجتماعي في مخيم الجلزون، واللجنة الإستشارية والتقنية لمركز رغم الحدود في مخيم الجلزون، وعضو مجلس أمناء مشكاة الأسير.

## أعماله
للمؤرخ العديد من الأبحاث والمنشورات، ومنها:
- علاقات المنظمات غير الحكومية الفلسطينية فيما بينها ومع السلطة الوطنية الفلسطينية والممولين، صادر عن مركز الدراسات الاقتصادية الفلسطيني "ماس"، 2001.
- يوميات خليل السكاكيني، تحقيق المجلد الثاني والثالث.
- مؤسسات المجتمع المدني في فلسطين: "الرؤية وبناء أدوار جديدة لمؤسسات المجتمع المدني لتعزيز عملية البناء الديمقراطي في فلسطين"، 2001.